# Luins
Luins (toponimo francese) è un comune svizzero di 624 abitanti del Canton Vaud, nel distretto di Nyon.

## Storia
Nel 1830 ha inglobato parte del comune soppresso di Le Vernay.

## Monumenti e luoghi d'interesse

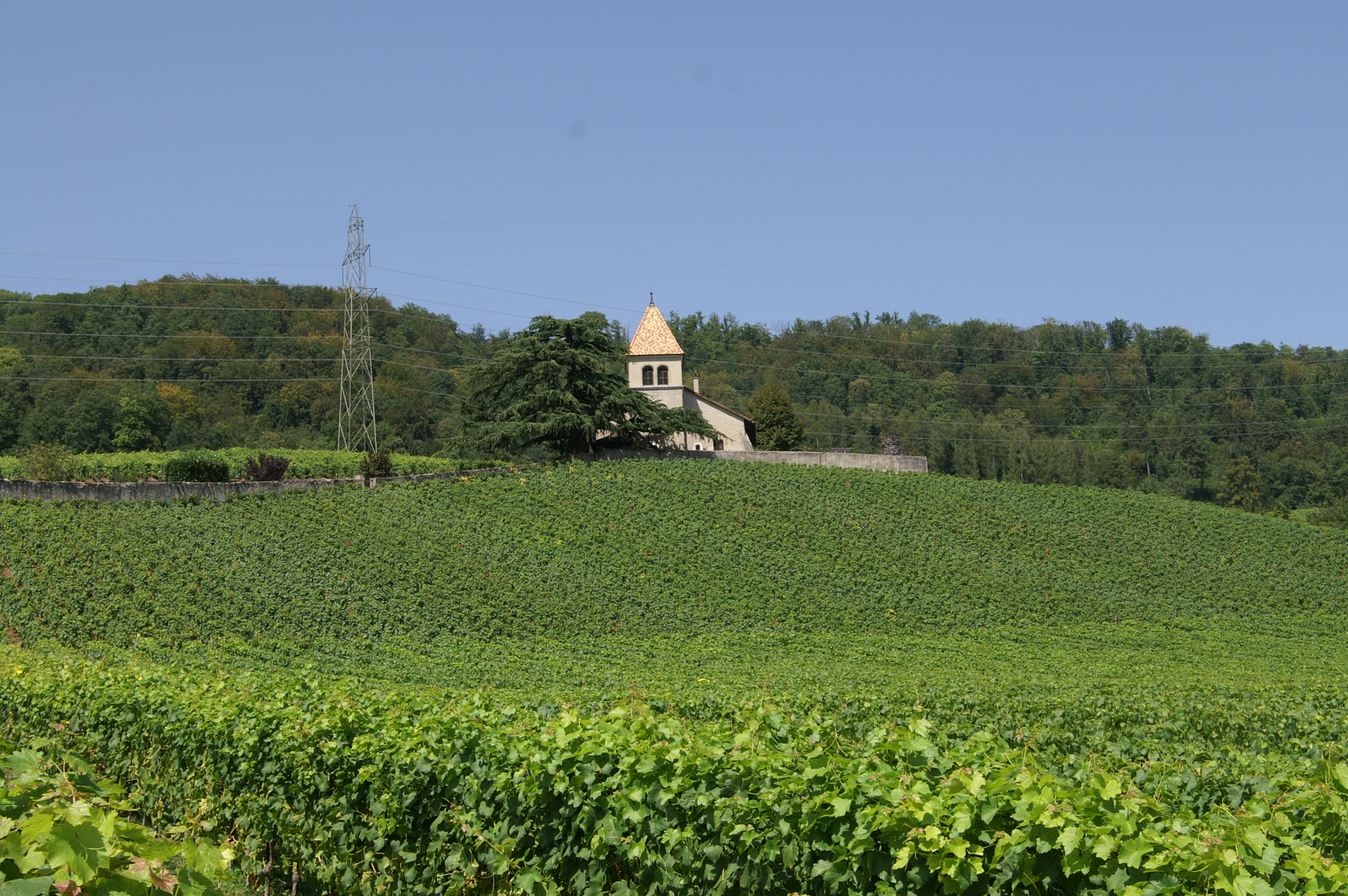
La chiesa di San Pietro

- Chiesa riformata di San Pietro in località Vinzel, attestata dal XII secolo e ricostruita nel 1674[1].

## Società

### Evoluzione demografica
L'evoluzione demografica è riportata nella seguente tabella:
Abitanti censiti

## Amministrazione
Ogni famiglia originaria del luogo fa parte del cosiddetto comune patriziale e ha la responsabilità della manutenzione di ogni bene ricadente all'interno dei confini del comune.